# Procuració Reial de Mallorca
La Procuració Reial de Mallorca va ser una institució essencial per a la gestió del patrimoni i les rendes reials des de la conquesta de l'illa per Jaume I el 1230. Aquesta estructura administrativa va consolidar-se durant el regnat de Jaume II, primer rei privatiu de Mallorca, i va perdurar fins al segle xix, moment en què les reformes borbòniques i posteriors transformacions administratives en van modificar substancialment les funcions.
La seva creació es va fonamentar en la necessitat d'organitzar i conservar els béns adquirits per dret de conquesta. Aquest patrimoni, destinat a cobrir les necessitats del regne i les càrregues de la cort, incloïa terres, rendes dominicals, impostos comercials i altres ingressos provinents de serveis. En aquest context, el procurador reial, designat pel monarca, esdevenia el màxim responsable de l'administració del patrimoni reial, amb atribucions tant governatives com judicials. Cada any el procurador havia d'enviar els comptes al mestre racional per a la seva fiscalització, prèvia a l'aprovació reial.
Durant la Guerra Civil Catalana (1462-72) es va convertir en una institució clau que recaptava part del deute públic del Regne de Mallorca per finançar les operacions militars. En els segles xvi i xvii va ser l'òrgan que va atendre les necessitats defensives del regne, sobretot les derivades de la fortificació de les ciutats.

## Funcions de la Procuració Reial
La Procuració Reial exercia múltiples funcions, que es poden agrupar en tres grans àmbits:
1. Administració patrimonial: El procurador supervisava l'organització dels béns reials, incloent-hi terres, edificis i altres propietats. Aquesta tasca incloïa el registre de transaccions, com ara vendes, donacions i establiments.[1]
2. Gestió fiscal: La Procuració Reial recaptava impostos i rendes, com ara delmes, taxes sobre el tràfic comercial i drets sobre els serveis. Aquesta activitat la convertia en una peça clau del sistema fiscal, on convivien les atribucions del rei, l'Església i l'administració local.[1]
3. Funcions judicials: El procurador també actuava com a jutge en assumptes relacionats amb el patrimoni reial, amb autoritat sobre persones o col·lectius sota la protecció de la Corona.[1]

A més de les funcions pròpies, el procurador reial es feia càrrec de les del lloctinent en la seva absència en assumptes de govern o de defensa. El càrrec teniu una significació política i va ser ocupat per algunes famílies de l'oligarquia urbana i terratinent (com és el cas dels Burgues).
La seva jurisdicció abastava tot el regne, incloent-hi Menorca i les Illes Pitiüses, on l'administració estava delegada a lloctinents del procurador general. Inicialment, Menorca va comptar amb una Procuració pròpia, però aquesta va ser suprimida per Joan II.

## Transformacions i declivi
La importància de la Procuració Reial es va mantenir fins als segles xvii i xviii, quan les reformes borbòniques van centralitzar moltes de les seves funcions. Amb el Decret de Nova Planta de 1715, el càrrec de procurador va ser substituït per un intendent, encarregat de gestionar tots els assumptes econòmics i patrimonials. Més endavant, al segle xix, Ferran VII va reorganitzar l'administració del patrimoni reial, separant els interessos personals del monarca de la Hisenda Pública.
Aquestes reformes van culminar amb la Llei general de desamortització del Reial Patrimoni de 1865, que va limitar els béns de la Corona a les Balears al Palau de l'Almudaina i la muntanya i castell de Bellver.

## L'arxiu del Reial Patrimoni
L'activitat de la Procuració Reial va generar una quantitat considerable de documentació, actualment conservada en diversos arxius. L'Arxiu del Reial Patrimoni, creat poc després de la conquesta de Mallorca, recull registres que abasten des del segle xiii fins al xix. Aquesta documentació inclou llibres de comptes, registres d'impostos i pagaments, inventaris de propietats i correspondència oficial. Els arxius, inicialment situats al Palau de l'Almudaina, van ser transferits a l'Arxiu del Regne de Mallorca el 1955, mentre que alguns documents del segle xix es conserven a l'Arxiu General de Palau de Madrid.